# شلنگ‌آباد
شِلَنگ‌آباد (کوی علوی) از محله‌های غربی شهر اهواز است که از قسمت غرب مقابل شهرک رزمندگان  قرار دارد.
شلنگ‌آباد یکی از مناطق شهر اهواز بوده و در نزدیکی مناطق کمپلو و لشکرآباد قرار دارد. به‌طور تقریبی همه‌ی شهروندان شلنگ آباد مردم عرب هستند.

## وجه تسمیه
از سال‌ها قبل (زمان حکومت پهلوی دوم) تا سال‌های پس از جنگ ایران و عراق فقر شدید همواره دامنگیر مردم این محله بوده‌است و به‌دلیل نبود لوله کشی آب، مردم، آب خود را از طریق شلنگ‌هایی که تا نزدیک‌ترین لولهٔ آب کشیده بودند تهیه می‌کردند. به‌تدریج با ازدیاد این شلنگ‌ها این منطقه به نام شلنگ‌آباد در نزد مردم معروف شد. 